# كفر الرجالات
كفر الرجالات إحدى قرى مركز طوخ التابع لمحافظة القليوبية بجمهورية مصر العربية.

## السكان
بلغ عدد سكان كفر الرجالات 5,937 نسمة، حسب الإحصاء الرسمي لعام 2006.